# 淚塔
淚塔（荷蘭語：Schreierstoren）是位於荷蘭首都阿姆斯特丹市的一座修建於15世紀的塔。在過去這裡是海員妻子們送行丈夫的地方，因而得名。現在淚塔是一座咖啡館。

## 外部連結
- Schreierstoren （页面存档备份，存于）

52°22′35″N 4°54′09″E / 52.37639°N 4.90250°E